# Джим Халперт
Джеймс Дункан Халперт (англ. James Duncan Halpert, обычно просто Джим Халперт; род. 1 октября 1978 года) — вымышленный персонаж сериала «Офис», которого сыграл Джон Красински. Джим работает специалистом отдела продаж в компании по поставке бумаги Dunder Mifflin, в 6-м сезоне становится со-директором вместе с Майклом Скоттом, в 9-м сезоне делает крупное вложение в бизнес в сфере спорта и позднее становится успешным предпринимателем в Остине, штат Техас. Джим изображает сотрудника с амплуа серьёзного человека (полная противоположность Майклу Скотту), но любит подшучивать над Дуайтом Шрутом. Он влюблён в Пэм Бисли, которая становится его женой.
Джон Красински благодаря роли Джима стал одним из самых известных актёров США. Его игра получила высокие оценки.

## Кастинг

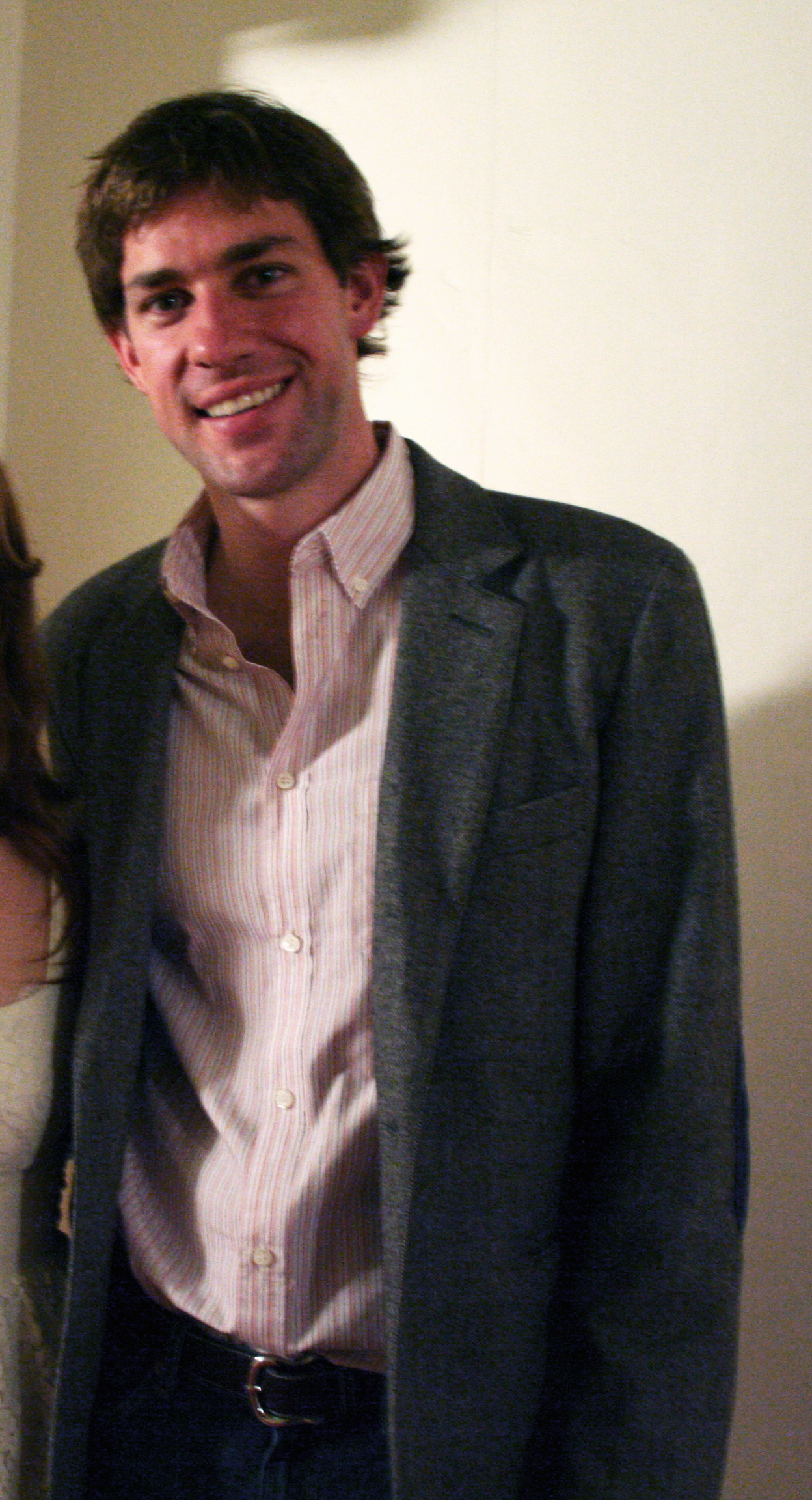
Джон Красински исполнил роль Джима Халперта в американской адаптации ситкома «Офис»

Прообразом Джима Халперта стал Тим Кентербери из британской версии «Офиса». На роль, помимо Красински, претендовали Адам Скотт, Хэмиш Линклейтер и Джон Чо. На позднем этапе кастинга, когда роль Пэм Бисли, подруги Джима, уже получила Дженна Фишер, всех этих актёров ставили в пару с ней и смотрели на взаимодействия и связь персонажей. Красински взяли в проект, увидев «химию» между ним и Фишер.
Игра Красински на протяжении всех сезонов «Офиса» была настолько убедительной, что появились слухи о его реальной влюблённости в Фишер, которая на момент начала съёмок была замужем. В одном из интервью актёр прокомментировал её слова о том, что «часть её как Пэм и часть Джона как Джима действительно были влюблены друг в друга»: «Думаю, что всё это было вырвано из контекста. Уверен, она пыталась сказать что-то хорошее о нашем изображении на экране отношений, которые стали очень популярны, и для нас обоих в какой-то степени было честью стать частью этих отношений».

## Биография персонажа
Джим Халперт родился 1 октября 1978 года в Скрэнтоне, штат Пенсильвания. Окончив школу, он устроился специалистом по продажам в компанию по поставке бумаги «Дандер Миффлин»; говоря о работе, Джим признаётся: «Если я достигну чего-то большего, то и будет моей карьерой. А если моя карьера будет здесь, то я лучше брошусь под поезд». На работе он познакомился с секретаршей Пэм Бисли, в которую влюбился. Джим не пытается добиться взаимности из-за жениха Пэм — грузчика Роя. Он обожает разыгрывать своего коллегу, Дуайта Шрута.

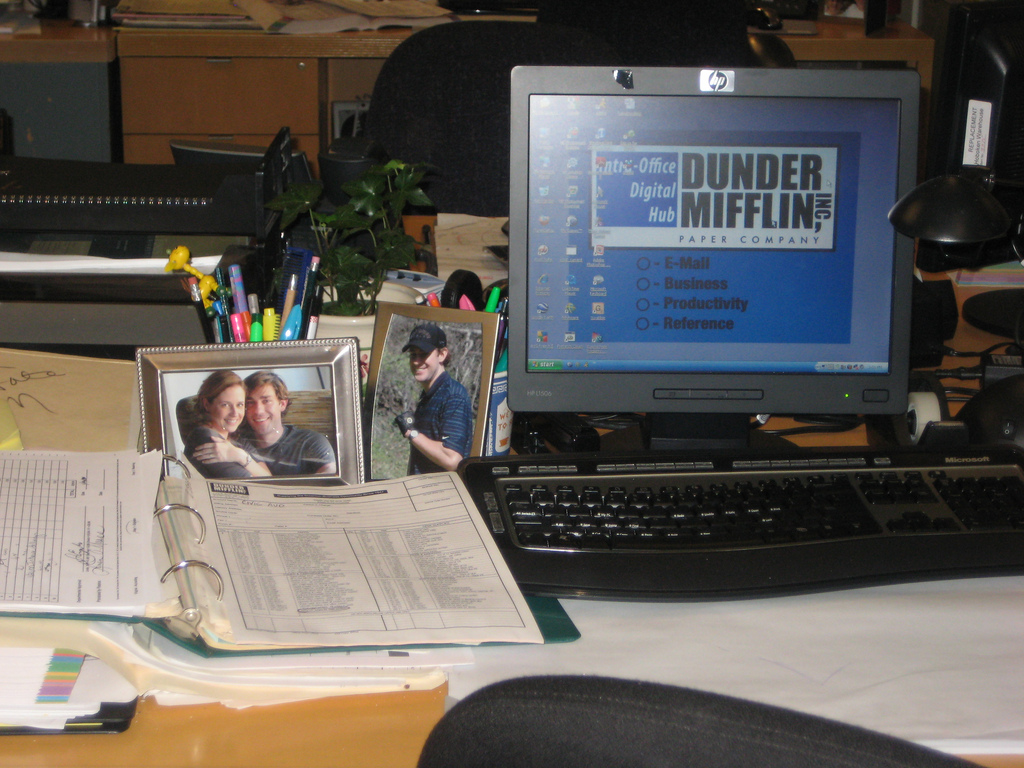
Рабочее место Джима на съёмках «Офиса», 2009 год

По мере развития сюжета Джим улучшает свои навыки продаж и становится одним из лучших специалистов филиала. В эпизоде «Охота на геев» (3-й сезон, 1-я серия) он работает в филиале «Дандер Миффлин» в Стамфорде, штат Коннектикут, но вскоре оба филиала объединяют, и Джим возвращается в Скрэнтон в компании Карен Филиппелли, которая становится его девушкой. Позже он расстаётся с Карен, а Пэм — с Роем. Джим и Пм начинают встречаться, у них рождаются двое детей: дочь Сесили Мэри и сын Филип.
В эпизоде «Собрание» (6-й сезон, 2-я серия) Джима повышают в должности, и он становится со-директором филиала «Дандер Миффлин» в Скрантоне вместе с Майклом; остальные сотрудники этому не рады и всячески саботируют работу Джима. В эпизоде «Банкир» (6-й сезон, 14-я серия) компанию продают, но филиал в Скрантоне продолжает работать. В эпизоде «Менеджер и продавец» (6-й сезон, 16-я серия) Джим возвращается к должности специалиста по продажам.
В эпизоде «Свадьба Роя» (9-й сезон, 2-я серия) Джим инвестирует большую сумму в бизнес вместе со своими друзьями по колледжу в Филадельфии. В финале сериала становится известно, что он переехал в Остин, штат Техас, и стал успешным предпринимателем.

## Оценки персонажа
Джим Халперт описывается как самый простой персонаж «Офиса», но при этом за годы существования сериала он породил огромное количество мемов, используемых до сих пор. Экранная пара Джима и Пэм считается одной из самых известных и любимых публикой за всю историю американского телевидения.
Рецензенты отмечают, что Джим играет уникальную роль в сюжете «Офиса». Своими взглядами в камеру в самых нелепых ситуациях он обращается к зрителям, разрушая «четвёртую стену». Картинки с фразой looks at camera like I’m in the Office («смотрю в камеру, будто я в „Офисе“») используются в социальных сетях в качестве мемов для описания реакции на происходящий вокруг абсурд.
В своей статье «Вырваться из ловушки первой работы» для U.S. News and World Report Лиз Вольгемут использовала персонажа Джима в качестве шаблона для эссе о недавних выпускниках колледжа, которые не замотивированы в своей работе. В статье о стереотипных вариантах офисных работников Джим был назван сотрудником, который «плывёт по течению, не задавая себе трудные вопросы о карьере».